# Tommaso Marini
Tommaso Marini (* 17. April 2000 in Ancona) ist ein italienischer Florettfechter.

## Erfolge
Tommaso Marini gelangen 2022 seine ersten internationalen Erfolge. Der Rechtshänder, der für die G. S. Fiamme Oro der Polizia di Stato aktiv ist, belegte bei den Europameisterschaften in Antalya im Einzel den zweiten Platz, während er mit der Mannschaft zusammen mit Guillaume Bianchi, Alessio Foconi und Daniele Garozzo den Titel gewann. Dieselben Platzierungen erzielte er auch bei den Weltmeisterschaften 2022 in Kairo. Bei den Europaspielen 2023 in Krakau sicherte er sich mit der Mannschaft ebenfalls den Gewinn der Goldmedaille. Zusammen mit Alessio Foconi, Daniele Garozzo und Filippo Macchi bezwang er im Finale um den Titel Frankreich. In Mailand wurde er im selben Jahr Weltmeister im Einzel. Nach einem Halbfinalerfolg gegen Enzo Lefort bezwang er im letzten Gefecht auch Nick Itkin mit 15:13.
Ein Jahr darauf schloss er die Europameisterschaften in Basel im Mannschaftswettbewerb mit Guillaume Bianchi, Alessio Foconi und Filippo Macchi auf dem dritten Platz ab. Im Einzel gelang ihm derweil ein weiterer Titelgewinn. Bei den Olympischen Spielen 2024 in Paris erreichte Marini in der Einzelkonkurrenz nach einem Auftaktsieg das Achtelfinale, in dem er sich mit 14:15 knapp dem Franzosen Maxime Pauty geschlagen geben musste. Im Mannschaftswettbewerb erreichte er gemeinsam mit Guillaume Bianchi, Filippo Macchi und Alessio Foconi hingegen das Finale, nachdem in der ersten Runde Polen mit 45:39 und im anschließenden Halbfinale die Vereinigten Staaten mit 45:38 bezwungen wurden. Dort trafen die Italiener auf die Équipe Japans, die sich mit 45:36 gegen Italien durchsetzen konnte. Damit gewann Marini die Silbermedaille. Die Europameisterschaften 2025 in Genua schloss Marini im Einzel auf Rang drei ab, mit der außerdem aus Guillaume Bianchi, Alessio Foconi und Filippo Macchi bestehenden Mannschaft wurde er zum zweiten Mal Europameister.